# Niobrara River
Niobrara River er en flod der løber i USA, fra Niobrara County i den østlige del af Wyoming og gennem næsten hele den nordlige del af Nebraska, hvor den til slut munder ut i Missouri River, lige nedenfor Francis Case-reservoiret. Niobrara River er 914 km lang. Nedre Niobrara var traditionelt hjem for indianerstammen Ponca frem til 1860'erne. Afvandingsområdet er 29.992 km².